# Michael Jarrell
Michael Jarrell (Ginebra, 8 de octubre de 1958) es un compositor y profesor de música suizo.

## Biografía
Michael Jarrell estudió composición en la clase de Eric Gaudibert en el Conservatorio de Ginebra, además de varias estancias en los Estados Unidos (Tanglewood, 1979). Completó su formación en la «Staatliche Hochschule für Musik» de Freiburg im Breisgau, con Klaus Huber. Desde 1982, su obra ha recibido numerosos premios: «Prix Acanthes» (1983), «Beethovenpreis» de la Ville de Bonn (1986), «Prix Marescotti» (1986), «Gaudeamus» y «Henriette Renié» (1988), Siemens-Förderungspreis (1990). 
Entre 1986 y 1988, residió en la «Cité des Arts» de Paris y participó en el stage de informática musical del IRCAM . Fue luego pensionario de la villa Médici de Roma en 1988/89, después miembro del «Istituto Svizzero» de Roma en 1989/90. De octubre de 1991 a junio de 1993, fue compositor residente de la Orchestre de Lyon. Desde 1993, es profesor de composición en la «Hochschule für Musik» de Viena. En 1996, fue acogido como «compositeur en résidence» en el Festival de Lucerna, más tarde fue celebrado en el festival «Musica Nova Helsinki», que le fue dedicado en marzo de 2000. En 2001, el Festival de Salzburgo le encargó un concierto para piano y orquesta, intitulado Abschied. Ese mismo año fue nombrado Chevalier des Arts et des Lettres. En 2004, fue nombrado profesor de composición en el Conservatorio de Ginebra. 
Su ópera Galilée, según «La Vie de Galilée» de Brecht, encargo del «Grand Théâtre de Genève», fue estrenada en enero de 2006. En marzo de 2007, su nueva creación Un temps pour un silence fue presentada en Ginebra, con Emmanuel Pahud a la flauta y Heinz Holliger dirigiendo la OSR.

## Catálogo de obras
| Año       | Obra | Tipo de obra                      | Duración |
| --------- | --- | --------------------------------- | -------- |
| 1981      | Aber der wissende, para soprano y marimba.                                                                       | Música vocal (instrumentos)       |          |
| 1982-83   | Trei II, para soprano y 5 instrumentos.                                                                          | Música vocal (instrumentos)       |          |
| 1983      | Assonance, para clarinete.                                                                                       | Música solista (clarinete)        |          |
| 1984      | Trace-Ecart, para soprano, contralto y conjunto instrumental.                                                    | Música vocal (instrumentos)       |          |
| 1985-86   | Instantanés, para gran orquesta.                                                                                 | Música orquestal                  |          |
| 1986      | Eco, para voz y piano.                                                                                           | Música vocal (piano)              |          |
| 1986-88   | Essaims-Cribles, ballet de cámara para clarinete bajo y conjunto instrumental.                                   | Música escénica (ballet)          |          |
| 1987      | Formes-Fragments, para 6 voces, cuivres y percusiones.                                                           | Música vocal (instrumentos)       |          |
| 1987      | Modifications, para piano y seis instrumentos.                                                                   | Música instrumental               |          |
| 1988      | Conversions, para arpa y orquesta de cuerdas.                                                                    | Música orquestal (concertante)    |          |
| 1988-89   | Congruences, para flauta midi, oboe, conjunto instrumental y electrónica.                                        | Música instrumental (electrónica) |          |
| 1988-89   | Eco II, para voz y conjunto instrumental.                                                                        | Música vocal (instrumentos)       |          |
| 1989      | Assonance II, para clarinete bajo.                                                                               | Música solista (clarinete)        |          |
| 1989      | Assonance III, para clarinete bajo, violonchelo y piano.                                                         | Música instrumental               |          |
| 1989-90   | «...d’ombres lointaines...», para soprano y gran orquesta.                                                       | Música vocal (orquesta)           |          |
| 1990      | Assonance IV, para alto, tuba y electrónica en directo.                                                          | Música instrumental (electrónica) |          |
| 1990      | ...chaque jour n’est qu’une trêve entre deux nuits... (Assonance V), para violonchelo y 4 grupos instrumentales. | Música instrumental               |          |
| 1991      | From the Leaves of Shadow, para viola y orquesta.                                                                | Música orquestal (concertante)    |          |
| 1991      | Assonance VI, para conjunto instrumental.                                                                        | Música instrumental               |          |
| 1991      | Congruences (2ª versión), para flauta, oboe y orquesta.                                                          | Música orquestal (concertante)    |          |
| 1992      | Assonance VII, para percusión.                                                                                   | Música solista (percusión)        |          |
| 1992      | Trois Études de Debussy (orch.), para orquesta.                                                                  | Música orquestal                  |          |
| 1993      | Rhizomes (Assonance VII B), para 2 pianos, 2 percusionistas y electrónica.                                       | Música instrumental (electrónica) |          |
| 1993-94   | Cassandre, para comédienne, conjunto instrumental y electrónica.                                                 | Música escénica (electrónica)     |          |
| 1994      | Eco II B, para voz y conjunto instrumental.                                                                      | Música vocal (instrumentos)       |          |
| 1994      | Eco III, para voz y arpa.                                                                                        | Música vocal (instrumentos)       |          |
| 1995      | Aus Bebung, para clarinete y violonchelo.                                                                        | Música instrumental (dúo)         |          |
| 1995      | Bebung, para clarinete, violonchelo y conjunto instrumental.                                                     | Música instrumental               |          |
| 1995      | Music for a While, para conjunto instrumental.                                                                   | Música instrumental               |          |
| 1996      | Wolken, para voz y percusión .                                                                                   | Música vocal (instrumentos)       |          |
| 1996      | Résurgences, para saxofón y conjunto instrumental.                                                               | Música instrumental               |          |
| 1996      | Kassandra, versión alemana de Cassandre.                                                                         | Música escénica (electrónica)     |          |
| 1996      | Mémoires, para coros y conjunto instrumental.                                                                    | Música coral (instrumentos)       |          |
| 1998      | …some leaves II… , para alto.                                                                                    | Música solista (viola)            |          |
| 1998      | Zeitfragmente, para cuarteto de cuerdas.                                                                         | Música de cámara                  |          |
| 1998      | …prisme / incidences…, para violín y orquesta.                                                                   | Música orquestal (concertante)    |          |
| 1998-2001 | Un long fracas somptueux de rapide céleste…, para percusión y orquesta.                                          | Música orquestal (concertante)    |          |
| 1999      | Assonance VIII, para flauta bajo/contrabajo amplificado y 4 percusionistas.                                      | Música instrumental               |          |
| 1999      | Formes-Fragments IIb, para 4 voces y conjunto instrumental.                                                      | Música vocal (instrumentos)       |          |
| 1999      | …some leaves…, para violonchelo.                                                                                 | Música solista (violonchelo)      |          |
| 1999      | Denn dasselbe ist Erkennen und Sein, para seis voces y conjunto instrumental.                                    | Música vocal (instrumentos)       |          |
| 2000      | …more leaves…, para alto, 5 instrumentos y dispositivo electrónico.                                              | Música instrumental (electrónica) |          |
| 2000      | Assonance IX, para clarinete y orquesta.                                                                         | Música orquestal (concertante)    |          |
| 2001      | Abschied, para piano y orquesta.                                                                                 | Música orquestal (concertante)    |          |
| 2001      | Droben Schmettert ein greller stein, para contrabajo, conjunto y electrónica.                                    | Música instrumental (electrónica) |          |
| 2001      | Incipit, para 6 percusionistas.                                                                                  | Música instrumental               |          |
| 2001      | Offrande, para arpa.                                                                                             | Música solista (arpa)             |          |
| 2001      | Prisme, para violín.                                                                                             | Música solista (violín)           |          |
| 2002      | …prisme / incidences II… , para violín y conjunto.                                                               | Música instrumental               |          |
| 2002      | ...car le pensé et l’être sont une même chose..., para 6 voces solistas.                                         | Música vocal                      |          |
| 2003      | Epigraphe, para acordeón y orquesta.                                                                             | Música orquestal (concertante)    |          |
| 2003      | ...mais les images restent..., para piano.                                                                       | Música solista (piano)            |          |
| 2004      | Abschied II, para piano y conjunto.                                                                              | Música instrumental               |          |
| 2005      | Galilei, ópera en 12 escenas, para 13 solistas, coro y orquesta.                                                 | Música escénica (ópera)           |          |
| 2005      | Sillages, para flauta, oboe, clarinete y orquesta.                                                               | Música orquestal (concertante)    |          |
| 2005      | ...denn alles muss in Nichts zerfallen..., para recitante, coro y conjunto.                                      | Música coral (instrumentos)       |          |
| 2006      | Cassandre (versión inglesa), para comediante, conjunto instrumental y electrónica.                               | Música escénica (electrónica)     |          |

## Discografía
- Solos - …some leaves II… - Offrande - Assonance - Assonance VII - Prismes (Ch. Desjardins, F. Cambreling, P. Meyer , F. Jodelet y H.-S. Kang). - 1CD æon AECD 0101
- Trei II - Modifications - Eco - Trace-Ecart. Ensemble Contrechamps, G. Bernasconi - 1CD ACCORD 461 764-2
- «Chaque jour n’est qu’une trêve entre deux nuits» - Rhizomes - Assonance IV - Congruences. Ensemble Intercontemporain, P. Eötvös - 1CD ACCORD 465 309-2
- Music for a While. Music for a While - Formes-Fragments IIb - ...car le pensé et l'être sont une même chose - Essaims-Cribles. Ensemble Klangforum Wien, Neue vocalsolisten Struttgart, Ernesto Molinari, Emilio Pomarico - 1 CD aeon AECD 0531
- Eco - Assonance III - Eco IIb - Aus bebung - Trei II -. Essaims-cribles, Ensemble Accroche Note, Jean-Philippe Wurtz - 1 CD ACCORD